# Dom Kiris
Dom Kiris, de son vrai nom Dominique Le Bourhis, est un animateur de radio et musicien français.

## Biographie
Dom Kiris est l'animateur historique de la radio rock parisienne OÜI FM. Il y est entré comme chroniqueur dès la création en 1987. Il y anime l'émission Café gourmand du lundi au vendredi de 13h à 16h et Au secours, c'est du live ! le dimanche de 20h à 22h. En 2009, c'est un des rares animateurs historique de la station qui maintient son poste après l'acquisition de OÜI FM par Arthur Depuis 2016, il anime également l’émission mensuelle Littéralement rock le dimanche, toujours sur OÜI FM,.
Dom Kiris commente en live les matches de Roland-Garros 2011 sur Radio Roland-Garros.
Dom Kiris est également musicien au sein du duo Les Troubadours du désordre qu'il forme avec Mademoiselle Chomb. En mai 2016, Dom Kiris est mis en scène en dessin-animé dans un clip de Marky Ramone, I want my beer,.

## Autres fonctions
- Président de l'association Pirates Production[7]

## Émissions animées
- Qui veut la peau de Guy l’Américain sur OÜI FM[Quand ?][8]
- Café gourmand du lundi au vendredi de 13h à 16h sur OÜI FM
- Au secours, c'est du live ! le dimanche de 20h à 22h sur OÜI FM
- Littéralement rock le dimanche à 13h sur OÜI FM[3],[4]

## Ouvrages
- Dom Kiris et Gilles Verlant, Guitares et guitaristes de légende, Paris, Éditions Fetjaine, coll. « Musique », 2008, 127 p. (ISBN 978-2-35425-069-0)
- Dom Kiris, Alain Dellemotte et Michel Larrieu, Culture rock : pop, soul, metal, reggae, 1000 questions pour tester vos connaissances, Paris, Éditions Fetjaine, 2010, 205 p. (ISBN 978-2-35425-178-9)
- Dom Kiris, Rock collection (1950-2010), Éditions Fetjaine, coll. « Musique », 2011, 139 p. (ISBN 978-2-35425-238-0)
- Dom Kiris, Cult rock : Les 101 objets qui ont marqué l'histoire du rock, GM Éditions, 2016  (ISBN 979-1092730562)